# ممتد متري
في المجال الرياضي للهندسة التفاضلية إحدى التعريفات تنص أن الممتد المتري أو الموتر المتري: هو نوع من الاقترانات التي تأخذ المُدخل كزوج من المتجهات المماسية v وw عند نقطة سطح أو متشعب قابل للتفاضل ذو أبعاد عالية منتجًا عددًا حقيقيًا قياسيًا g(v, w)بطريقةٍ تُعممُ العديدَ من الخصائص المألوفة في الضرب النقطي للمتجهات في الفضاء الإقليدي، كما أن الموترات المترية تمتلك نفس هدف الضرب النقطي حيث تُستخدم لتحديد طول المتجهات والزاوية بينهما، ومن خلال التكامل فإن الموتر المتري يسمح بتحديد وحساب طول المنحنيات في المتشعب.
يُطلق على الموتر المتري مُعرِف موجب إذا ربط قيمة موجبة g(v, v) > 0لكل متجه غير صفري v، فالمتشعب المزود بموتر متري مُعرِف موجب يُعرف باسم متشعب ريماني، وفي المتشعب الريماني يسمى المنحنى الذي يربط بين نقطتين لهما أصغر طول محليًا بالمنحنى الجيوديسي، وطوله هو المسافة التي يحتاجها مار ما في المتشعب قطعها للانتقال من نقطة إلى أخرى، وبالتزود بمفهوم الطول فإن المتشعب الريماني هو فضاء متري، مما يعني أنه يملك دالة مسافة d(p, q)التي تكون قيمتها عند زوج من النقاط p وq هي المسافة من p إلى q وعلى العكس من ذلك فإن الممتد المتري نفسه هو مشتق من دالة المسافة مأخوذًا بطريقةٍ مناسبة، وبالتالي فإن الموتر المتري يعطي مسافة متناهية الصغر في المُتَشعب.
في حين أن فكرة الموتر المتري كانت معروفة إلى حدٍ ما في أوائل القرن التاسع عشر لعلماء الرياضيات أمثال كارل غاوس، إلا أنها لم تكن كذلك حتى أوائل القرن العشرين القرن الذي تم فهم خصائصه كموتّر من قِبل غريغوريو ريتشي-كورباسترو وتوليو ليفي-تشيفيتا على وجه الخصوص اللذان قاما أولاً بتدوين مفهوم الموتر، فالموتر المتري هو مثال على حقل الموتر.
تأخذ مُرَكِّبات الموتر المتري في القاعدة الإحداثية شكل مصفوفة متماثلة تتحول مُدخلاتها بشكل متغاير بفعل تغييرات نظام الإحداثيات، وبالتالي فإن الموتر المتري هو موتر متماثل متغاير، أما من وجهة نظر الإحداثيات المستقلة يُعرَّف كحقل موتر متري ليكون نموذج خطي متماثل غير منحل في كل فضاء مماسي متغير بنعومة (أي قابلة للاشتقاق) من نقطة إلى أخرى.

## مقدمة
اعتبر كارل فريدريش غاوس عام 1827 في كتابه أو ما عُرف بتحقيقاته نحو الأسطح المنحنية أنها سطح حدودي، ومع الإحداثيات الديكارتية: x وy وz للنقاط على السطح اعتمادًا على متغيرين مساعدين هما: u وv، وبالتالي فإن السطح الحدودي في مصطلحات اليوم هو دالة ذات قيمة متجهة:
{\displaystyle {\vec {r}}(u,\,v)={\bigl (}x(u,\,v),\,y(u,\,v),\,z(u,\,v){\bigr )}}
بالاعتماد على زوج مرتب من المتغيرات الحقيقية (u, v)ومُعرفة على مجموعة مفتوحة D في مستوى-uv، حيث كان أحد الأهداف الرئيسية لتحقيقات غاوس هو استنتاج خصائص ذلك السطح الذي يمكن وصفه باقتران يبقى دون تغيير إذا خضع السطح لتحول في الفضاء كثني السطح دون شده، أو أن يحدث تغيير في الشكل الحدودي المحدد لنفس السطح الهندسي.
إحدى هذه الكميات الثابتة الطبيعية هي طول المنحنى المرسوم على طول السطح، والأخرى هي الزاوية بين زوج المنحنيات المرسومة على طول السطح وتلتقيان في نقطة واحدة، أما الكمية الثالثة فهي مساحة قطعة من السطح؛ أدت دراسة هذه الثوابت للسطح إلى تقديم غاوس لمفهوم سبّاق حديث للموتر المتري.

### طول القوس
إذا أُخذ المتغيرين u وv للاعتماد على متغير ثالث هو t مع أخذ القيم في الفترة [a, b]؛ فإن {\displaystyle {\vec {r}}{\bigl (}u(t),v(t){\bigr )}} سوف يتتبع المنحنى الحدودي في السطح الحدودي M، ويُعطى طول القوس لهذا المنحنى من خلال التكامل الآتي:
{\displaystyle {\begin{aligned}s&=\int _{a}^{b}\left\|{\frac {d}{dt}}{\vec {r}}(u(t),v(t))\right\|\,dt\\[5pt]&=\int _{a}^{b}{\sqrt {u'(t)^{2}\,{\vec {r}}_{u}\cdot {\vec {r}}_{u}+2u'(t)v'(t)\,{\vec {r}}_{u}\cdot {\vec {r}}_{v}+v'(t)^{2}\,{\vec {r}}_{v}\cdot {\vec {r}}_{v}}}\,dt\,\end{aligned}}}
حيث أن {\displaystyle \left\|\cdot \right\|} يمثل المعيار الإقليدي، هنا تم تطبيق قاعدة السلسلة حيث تشير الرموز السفلية إلى المشتقات الجزئية:
{\displaystyle {\vec {r}}_{u}={\frac {\partial {\vec {r}}}{\partial u}}\,,\quad {\vec {r}}_{v}={\frac {\partial {\vec {r}}}{\partial v}}\,}
المُكامل هو الحصر لمنحنى الجذر التربيعي للتفاضل التربيعي:

| {\displaystyle (ds)^{2}=E\,(du)^{2}+2F\,du\,dv+G\,(dv)^{2}} | \| \| \| \| \| \| \| \| | (1) |
|                                                             |                         |     |
|                                                             |                         |     |
حيث أن:

| {\displaystyle E={\vec {r}}_{u}\cdot {\vec {r}}_{u},\quad F={\vec {r}}_{u}\cdot {\vec {r}}_{v},\quad G={\vec {r}}_{v}\cdot {\vec {r}}_{v}} | \| \| \| \| \| \| \| \| | (2) |
| |                         |     |
| |                         |     |
الكمية ds في (1) تُسمى عنصر الخط، بينما ds2تُسمى الشكل الأساسي الأول لـM، ومن البديهي أنها تمثل الجزء الرئيسي من مربع الإزاحة التي خضع له {\displaystyle {\vec {r}}(u,v)}عندما ازدادت u بوحدات du، وازدادت v بوحدات dv.
باستخدام تدوين المصفوفة تصبح الصيغة الأساسية الأولى كالتالي:
{\displaystyle ds^{2}={\begin{bmatrix}du&dv\end{bmatrix}}{\begin{bmatrix}E&F\\F&G\end{bmatrix}}{\begin{bmatrix}du\\dv\end{bmatrix}}}

### التحولات الإحداثية
افترض الآن أن حدود مختلفة حُددت من خلال السماح لـu وv الاعتماد على زوج آخر من المتغيرات هما: u′وv′فإن النظيرللمعادلة (2) للمتغيرات الجديدة هو:

| {\displaystyle E'={\vec {r}}_{u'}\cdot {\vec {r}}_{u'},\quad F'={\vec {r}}_{u'}\cdot {\vec {r}}_{v'},\quad G'={\vec {r}}_{v'}\cdot {\vec {r}}_{v'}.} | \| \| \| \| \| \| \| \| | (2') |
| |                         |      |
| |                         |      |
تربط قاعدة السلسلة E′وF′وG′بE وF وG من خلال معادلة المصفوفة التالية:

| {\displaystyle {\begin{bmatrix}E'&F'\\F'&G'\end{bmatrix}}={\begin{bmatrix}{\frac {\partial u}{\partial u'}}&{\frac {\partial u}{\partial v'}}\\{\frac {\partial v}{\partial u'}}&{\frac {\partial v}{\partial v'}}\end{bmatrix}}^{\mathsf {T}}{\begin{bmatrix}E&F\\F&G\end{bmatrix}}{\begin{bmatrix}{\frac {\partial u}{\partial u'}}&{\frac {\partial u}{\partial v'}}\\{\frac {\partial v}{\partial u'}}&{\frac {\partial v}{\partial v'}}\end{bmatrix}}} | \| \| \| \| \| \| \| \| | (3) |
| |                         |     |
| |                         |     |
حيث يشير الحرف العلوي T إلى منقولة المصفوفة، والمصفوفة ذات المعاملات: E وF وG المُرتبة بتلك الطريقة تتحول بواسطة مصفوفة ياكوبية لتغيير الإحداثيات:
{\displaystyle J={\begin{bmatrix}{\frac {\partial u}{\partial u'}}&{\frac {\partial u}{\partial v'}}\\{\frac {\partial v}{\partial u'}}&{\frac {\partial v}{\partial v'}}\end{bmatrix}}\,}
المصفوفة التي تتحول بهذه الطريقة هي نوع واحد يسمى موتر، والمصفوفة هي:
{\displaystyle {\begin{bmatrix}E&F\\F&G\end{bmatrix}}}
ومع قانون التحويل (3) يُعرف هذا بالموتر المتري للسطح.

### ثبات طول القوس الخاضع لتحولات إحداثية
لاحظ ريتشي كورباسترو وليفي تشيفيتا عام (1900) لأول مرة أهمية نظام المعاملات: E وF وG التي تحولت بهذه الطريقة عند الانتقال من أحد نظام الإحداثيات لآخر، والنتيجة هي أن الشكل الأساسي الأول (1) ثابت في ظل التغييرات المُحدَثة في نظام الإحداثيات، حيث تُبعَ هذا حصريًا من خصائص التحويل ل EوF وG، وبالفعل من خلال استخدام قاعدة السلسلة فإن:
{\displaystyle {\begin{bmatrix}du\\dv\end{bmatrix}}={\begin{bmatrix}{\dfrac {\partial u}{\partial u'}}&{\dfrac {\partial u}{\partial v'}}\\{\dfrac {\partial v}{\partial u'}}&{\dfrac {\partial v}{\partial v'}}\end{bmatrix}}{\begin{bmatrix}du'\\dv'\end{bmatrix}}}
ولهذا نحصل على أن:
{\displaystyle {\begin{aligned}ds^{2}&={\begin{bmatrix}du&dv\end{bmatrix}}{\begin{bmatrix}E&F\\F&G\end{bmatrix}}{\begin{bmatrix}du\\dv\end{bmatrix}}\\[6pt]&={\begin{bmatrix}du'&dv'\end{bmatrix}}{\begin{bmatrix}{\dfrac {\partial u}{\partial u'}}&{\dfrac {\partial u}{\partial v'}}\\[6pt]{\dfrac {\partial v}{\partial u'}}&{\dfrac {\partial v}{\partial v'}}\end{bmatrix}}^{\mathsf {T}}{\begin{bmatrix}E&F\\F&G\end{bmatrix}}{\begin{bmatrix}{\dfrac {\partial u}{\partial u'}}&{\dfrac {\partial u}{\partial v'}}\\[6pt]{\dfrac {\partial v}{\partial u'}}&{\dfrac {\partial v}{\partial v'}}\end{bmatrix}}{\begin{bmatrix}du'\\dv'\end{bmatrix}}\\[6pt]&={\begin{bmatrix}du'&dv'\end{bmatrix}}{\begin{bmatrix}E'&F'\\F'&G'\end{bmatrix}}{\begin{bmatrix}du'\\dv'\end{bmatrix}}\\[6pt]&=(ds')^{2}\,\end{aligned}}}

### طول وزاوية
تفسير آخر للموتر المتري الذي أخذه غاوس بعين الاعتبار أيضًا: هو أنه يوفر طريقة لحساب طول المتجهات المماسية للسطح، إضافةً إلى الزاوية بين متجهين مماسين، وبالمصطلحات المعاصرة يسمح الموتر المتري بحساب الضرب النقطي لمتجهات المماس بطريقة مستقلة عن الوصف الحدودي للسطح، حيث يمكن كتابة أي متجه مماسي عند نقطة في السطح الحدودي M بالصيغة التالية:
{\displaystyle \mathbf {p} =p_{1}{\vec {r}}_{u}+p_{2}{\vec {r}}_{v}}
للأعداد الحقيقية المناسبة p1وp2إذا أُعطيَ متجهان مماسيان هما:
{\displaystyle {\begin{aligned}\mathbf {a} &=a_{1}{\vec {r}}_{u}+a_{2}{\vec {r}}_{v}\\\mathbf {b} &=b_{1}{\vec {r}}_{u}+b_{2}{\vec {r}}_{v}\end{aligned}}}
ثم باستخدام الثنائي الخطي للضرب النقطي ينتج أن:
{\displaystyle {\begin{aligned}\mathbf {a} \cdot \mathbf {b} &=a_{1}b_{1}{\vec {r}}_{u}\cdot {\vec {r}}_{u}+a_{1}b_{2}{\vec {r}}_{u}\cdot {\vec {r}}_{v}+b_{1}a_{2}{\vec {r}}_{v}\cdot {\vec {r}}_{u}+a_{2}b_{2}{\vec {r}}_{v}\cdot {\vec {r}}_{v}\\[8pt]&=a_{1}b_{1}E+a_{1}b_{2}F+b_{1}a_{2}F+a_{2}b_{2}G\\[8pt]&={\begin{bmatrix}a_{1}&a_{2}\end{bmatrix}}{\begin{bmatrix}E&F\\F&G\end{bmatrix}}{\begin{bmatrix}b_{1}\\b_{2}\end{bmatrix}}\,\end{aligned}}}
من الواضح أن هذه الدالة مُكوَنة من المتغيرات الأربعة: a1و b1و a2و b2، لكن يُنظر إليها بشكل أكثر إفادة على أنها دالة تأخذ زوجًا من الوسيطات a = [a1 a2]و b = [b1 b2]وهي متجهات في المستوى-uv، وهذا يعني أن:
{\displaystyle g(\mathbf {a} ,\mathbf {b} )=a_{1}b_{1}E+a_{1}b_{2}F+b_{1}a_{2}F+a_{2}b_{2}G\,}
هذه دالة متماثلة في aوb، مما يعني أن:
{\displaystyle g(\mathbf {a} ,\mathbf {b} )=g(\mathbf {b} ,\mathbf {a} )\,}
هو أيضًا ثنائي خطي مما يعني أنه خطي في كل متغير aوbعلى حدة، يعني أن:
{\displaystyle {\begin{aligned}g\left(\lambda \mathbf {a} +\mu \mathbf {a} ',\mathbf {b} \right)&=\lambda g(\mathbf {a} ,\mathbf {b} )+\mu g\left(\mathbf {a} ',\mathbf {b} \right),\quad {\text{and}}\\g\left(\mathbf {a} ,\lambda \mathbf {b} +\mu \mathbf {b} '\right)&=\lambda g(\mathbf {a} ,\mathbf {b} )+\mu g\left(\mathbf {a} ,\mathbf {b} '\right)\end{aligned}}}
لأي متجهات aو a′و bو b′في المستوى-uv وأي أعداد حقيقية μ وλ.
على وجه الخصوص يُعطى طول متجه المماس aمن خلال:
{\displaystyle \left\|\mathbf {a} \right\|={\sqrt {g(\mathbf {a} ,\mathbf {a} )}}}
وتُحسب الزاوية θ بين متجهين aوbمن خلال:
{\displaystyle \cos(\theta )={\frac {g(\mathbf {a} ,\mathbf {b} )}{\left\|\mathbf {a} \right\|\left\|\mathbf {b} \right\|}}\,}

### مساحة
مساحة السطح هي كمية عددية أخرى يجب أن تعتمد فقط على السطح نفسه، وليس على كيفية تحديد العوامل، فإذا كان السطح M حُددت عوامله بواسطة الدالة {\displaystyle {\vec {r}}(u,v)} على المجال D في المستوى-uv؛ فإن مساحة السطح M تُعطى من خلال التكامل الآتي:
{\displaystyle \iint _{D}\left|{\vec {r}}_{u}\times {\vec {r}}_{v}\right|\,du\,dv}
حيث تشير ×إلى الضرب التقاطعي (الضرب الاتجاهي)، والقيمة المطلقة تشير إلى طول المتجه في الفضاء الإقليدي، ومن خلال متطابقة لاغرانج للضرب التقاطعي فإنه يمكن كتابة التكامل الآتي:
{\displaystyle {\begin{aligned}&\iint _{D}{\sqrt {\left({\vec {r}}_{u}\cdot {\vec {r}}_{u}\right)\left({\vec {r}}_{v}\cdot {\vec {r}}_{v}\right)-\left({\vec {r}}_{u}\cdot {\vec {r}}_{v}\right)^{2}}}\,du\,dv\\[5pt]={}&\iint _{D}{\sqrt {EG-F^{2}}}\,du\,dv\\[5pt]={}&\iint _{D}{\sqrt {\det {\begin{bmatrix}E&F\\F&G\end{bmatrix}}}}\,du\,dv\end{aligned}}}
حيث: detهي المُحَدِّد.

## تعريف
لنجعل M متشعبًا ناعمًا بُعده n، على سبيل المثال سطح في حالة n = 2أو سطح فائق في الفضاء الديكارتي {\displaystyle \mathbb {R} ^{n+1}}؛ ففي كل نقطة p ∈ Mهناك فضاء متجهي TpMيسمى فضاء المماس، حيث يتألف من جميع المتجهات المماسية للمتشعب عند النقطة p، والموتر المتري عند p هو دالة: gp(Xp, Yp)التي تأخذ زوجًا من متجهات المماس XpوYpعند p كمدخلات، وتنتجُ رقمًا حقيقيًا قياسيًا كمخرج، حيث أن الشروط التالية مُستوفية:
- {\displaystyle g_{p}} خطي: تكون دالة الوسيطتين المتجهتين خطيتين إذا كانت خطية بشكل منفصل في: كل وسيطة، لذلك إذا كانت {\displaystyle U_{p}} و{\displaystyle V_{p}} و{\displaystyle Y_{p}}: هي ثلاث: مماسات لمتجهات عند p، وa وb: هي أعداد حقيقية، إذًا:

{\displaystyle {\begin{aligned}g_{p}(aU_{p}+bV_{p},Y_{p})&=ag_{p}(U_{p},Y_{p})+bg_{p}(V_{p},Y_{p})\,,\quad {\text{و}}\\g_{p}(Y_{p},aU_{p}+bV_{p})&=ag_{p}(Y_{p},U_{p})+bg_{p}(Y_{p},V_{p})\,\end{aligned}}}
- {\displaystyle g_{p}} متماثل:[2] تكون دالة الوسيطتين: المتجهتين متماثلة شرط أن تكون لكل المتجهات {\displaystyle X_{p}} و{\displaystyle Y_{p}}؛ حيث أن:

{\displaystyle g_{p}(X_{p},Y_{p})=g_{p}(Y_{p},X_{p})\,}
- {\displaystyle g_{p}} غير منحل (غير منعدم): حيث أن الدالة الثنائية الخطية غير منحلة شرط أن تكون الدالة لكل متجه مماس {\displaystyle X_{p}\neq 0} هي:

{\displaystyle Y_{p}\mapsto g_{p}(X_{p},Y_{p})}
حُصِل عليها عن طريق بقاء Xpثابت والسماح لـ Ypبالتغير وأن يكون ليس صفرًا تمامًا، هذا يعني أن لكل Xp ≠ 0يوجد Yp، مثل gp(Xp, Yp) ≠ 0.
حقل الموتر المتري g في M يُخصص لكل نقطة p من M موتر متري gpفي مساحة المماس عند p بطريقةٍ تتفاوت بنعومةٍ مع p، وبشكلٍ أدق وبإعطاء أي مجموعة فرعية مفتوحة U من المتشعب M وأي حقول متجهات ناعمة: X وY في U، فالاقتران الحقيقي:
{\displaystyle g(X,Y)(p)=g_{p}(X_{p},Y_{p})}
هو اقتران ناعم لp.

## مركبات المتري
تُعطى مُرَكِّبات المتري في أي قاعدة لحقول المتجهات أو إطارf =  (X1, ..., Xn)من خلال:

| {\displaystyle g_{ij}[\mathbf {f} ]=g\left(X_{i},X_{j}\right).} | \| \| \| \| \| \| \| \| | (4) |
|                                                                 |                         |     |
|                                                                 |                         |     |
عدد n2من الاقترانات gij[f]فإنها تُشكل مدخلات لمصفوفة متماثلة رتبتها n × nهي: G[f]إذا كان:
{\displaystyle v=\sum _{i=1}^{n}v^{i}X_{i}\,,\quad w=\sum _{i=1}^{n}w^{i}X_{i}}
متجهان عند p ∈ U؛ فإن قيمة المتري المُطبق على v وw يُحدد بواسطة المعاملات (4) عن طريق الثنائي الخطي:
{\displaystyle g(v,w)=\sum _{i,j=1}^{n}v^{i}w^{j}g\left(X_{i},X_{j}\right)=\sum _{i,j=1}^{n}v^{i}w^{j}g_{ij}[\mathbf {f} ]}
دلالة المصفوفة (gij[f])بواسطة G[f]وترتيب مُرَكِّبات المتجهين v وw في متجهات العمود v[f]و w[f]هو:
{\displaystyle g(v,w)=\mathbf {v} [\mathbf {f} ]^{\mathsf {T}}G[\mathbf {f} ]\mathbf {w} [\mathbf {f} ]=\mathbf {w} [\mathbf {f} ]^{\mathsf {T}}G[\mathbf {f} ]\mathbf {v} [\mathbf {f} ]}
حيث تشير v[f]T و w[f]T لمنقولة المتجهين: v[f]و w[f]على التوالي، وبتغيير قاعدة النموذج نحصل على أن:
{\displaystyle \mathbf {f} \mapsto \mathbf {f} '=\left(\sum _{k}X_{k}a_{k1},\dots ,\sum _{k}X_{k}a_{kn}\right)=\mathbf {f} A}
بالنسبة لمصفوفة عكسية {\displaystyle A=(a_{ij})} رتبتها n × nفإن مصفوفة المُرَكِّبات المترية تتغير بمقدار A أيضًا، وهذا هو:
{\displaystyle G[\mathbf {f} A]=A^{\mathsf {T}}G[\mathbf {f} ]A}
أو بلغة مدخلات هذه المصفوفة:
{\displaystyle g_{ij}[\mathbf {f} A]=\sum _{k,l=1}^{n}a_{ki}g_{kl}[\mathbf {f} ]a_{lj}\,}
لهذا السبب يُقال إن نظام الكميات gij[f]يتحول بشكل متغاير بخصوص تغيرات في الإطار f.

### متري في الإحداثيات
نظام عدد n من الاقترانات (x1, ..., xn)ذات القيمة الحقيقية يعطي نظام إحداثيات محلي على مجموعة مفتوحة U في M، محددًا قاعدةً لحقول المتجهات في U:
{\displaystyle \mathbf {f} =\left(X_{1}={\frac {\partial }{\partial x^{1}}},\dots ,X_{n}={\frac {\partial }{\partial x^{n}}}\right)\,}
المتري g يملك مُرَكِّبات متعلقة بهذا الإطار يُعطى من خلال:
{\displaystyle g_{ij}\left[\mathbf {f} \right]=g\left({\frac {\partial }{\partial x^{i}}},{\frac {\partial }{\partial x^{j}}}\right)\,}
بالنسبة لنظام جديد من الإحداثيات المحلية، يُقال أن:
{\displaystyle y^{i}=y^{i}(x^{1},x^{2},\dots ,x^{n}),\quad i=1,2,\dots ,n}
الموتر المتري سيحدد مصفوفة مختلفة من المعاملات هي:
{\displaystyle g_{ij}\left[\mathbf {f} '\right]=g\left({\frac {\partial }{\partial y^{i}}},{\frac {\partial }{\partial y^{j}}}\right)}
هذا التضام الجديد من الاقترانات يتعلق بالأصلي gij(f)عن طريق قاعدة السلسلة:
{\displaystyle {\frac {\partial }{\partial y^{i}}}=\sum _{k=1}^{n}{\frac {\partial x^{k}}{\partial y^{i}}}{\frac {\partial }{\partial x^{k}}}}
لهذا فإن:
{\displaystyle g_{ij}\left[\mathbf {f} '\right]=\sum _{k,l=1}^{n}{\frac {\partial x^{k}}{\partial y^{i}}}g_{kl}\left[\mathbf {f} \right]{\frac {\partial x^{l}}{\partial y^{j}}}}
أو من ناحية المصفوفات: G[f] = (gij[f])وG[f′] = (gij[f′]):
{\displaystyle G\left[\mathbf {f} '\right]=\left((Dy)^{-1}\right)^{\mathsf {T}}G\left[\mathbf {f} \right](Dy)^{-1}}
حيث يشير Dy إلى المصفوفة الياكوبية لتغيير الإحداثيات.

### شكل مميز للمتري
يرتبط الشكل التربيعي المُعرف في كل مساحة مماس بأي موتر متري من خلال:
{\displaystyle q_{m}(X_{m})=g_{m}(X_{m},X_{m})\,,\quad X_{m}\in T_{m}M}
إذا كان qmموجب لجميع Xmغير الصفرية؛ فإن المتري يكون محددًا موجبًا عند m، وإذا كان المتري موجب التحديد عند كل m ∈ M؛ فإن g يسمى متري ريماني، وبشكلٍ عام إذا كانت الأشكال التربيعية qmلها شكل مميز ثابت مستقل عن m؛ فإن شكل g المميز هو هذا الشكل المميز، ويطلق على يه ريماني متري زائف، أما إذا كان {\displaystyle M} متصل؛ فإن شكل {\displaystyle q_{m}} المميز لا يعتمد على {\displaystyle m}.
وفقًا لقانون سيلفستر للقصور الذاتي، يمكن اختيار قاعدة متجهات المماس {\displaystyle X_{i}} محليًا بحيث يتحول الشكل التربيعي إلى الشكل التالي:
{\displaystyle q_{m}{\Bigl (}\sum _{i}\xi ^{i}X_{i}{\Bigr )}=(\xi ^{1})^{2}+(\xi ^{2})^{2}+...+(\xi ^{p})^{2}-(\xi ^{p+1})^{2}-...-(\xi ^{n})^{2}}
بالنسبة لبعض النقاط p بين 1 وn، فإن أي تعبيرين من هذا القبيل لـq عند نفس النقطة m في M سيكون لهما نفس العدد p من الإشارات الموجبة، وشكل g هوزوج من الأعداد الصحيحة (p, n − p)، مما يدل على أن هناك p من الإشارات الموجبة و n − pسلبية في أي تعبير من هذا القبيل، وبشكلٍ مكافِئ فإن المتري له شكل مميز وهو: (p, n − p)إذا كانت المصفوفة gijللمتري تحتوي على قيم مميزة وهي: p الموجبة و n − pالسلبية.
بعض الأشكال المترية التي تظهر بشكلٍ متكرر في التطبيقات هي:
- إذا كان g له الشكل {\displaystyle (n,0)}؛ فإن g هي ريماني متري، وتسمى M متشعب ريماني، خلاف ذلك (g ليس لها توقيع) فإنg هو متري ريماني زائف وM يسمى متشعب ريماني زائف أو شبه ريماني.
- إذا كان M رباعي الأبعاد مع الشكل {\displaystyle (1,3)} أو {\displaystyle (3,1)}، فإن المتري يسمى لورنتزيان، وبشكلٍ عام الموتر المتري في البعد n يمتلك 4 أشكال هي: (1, n − 1)أو (n − 1, 1)تسمى أحيانًا لورنتزيان.
- إذا كانت M ثنائية الأبعاد وg لها الشكل {\displaystyle (n,n)}، فإن المتري يسمى زائدي.

### متري معكوس
لنفترض أن f = (X1, ..., Xn)قاعدة لحقول المتجهات وكما ذكرنا سابقًا لندع G[f]مصفوفة المعاملات، حاصلين على أن:
{\displaystyle g_{ij}[\mathbf {f} ]=g\left(X_{i},X_{j}\right)\,}
يمكن اعتبارالمصفوفة المعكوسة G[f]−1، والذي يتم تعريفها باستخدام المتري المعكوس أو المتري المتقارن أو الثنائي، ويطبق المتري المعكوس قانون التحول عندما يتم تغيير الإطار fبواسطة مصفوفة A من خلال الآتي:

| {\displaystyle G[\mathbf {f} A]^{-1}=A^{-1}G[\mathbf {f} ]^{-1}\left(A^{-1}\right)^{\mathsf {T}}} | \| \| \| \| \| \| \| \| | (5) |
|                                                                                                   |                         |     |
|                                                                                                   |                         |     |
يتحول المتري المعكوس بشكل مخالف أو فيما يتعلق بمعكوس تغيير قاعدة المصفوفةA ، في حين أن المتري نفسه يوفر طريقة لقياس طول حقول المتجهات أو الزاوية بينهما، فيوفر المتري المعكوس وسيلة لقياس طول حقول المتجهات المشتركة أو الزاوية بينهما، وهذا هو حقول الاقترانات الخطية.
لتفسير ما سبق رياضيًا افترض أن αهو حقل متجهات مشترك، هذا يعني أن لكل نقطة p هناك α تحدد اقتران αpمُعرف على متجهات مماسية عند p بحيث يكون الشرط الخطي التالي ينطبق على جميع المتجهات المماسية Xpو Ypوجميع الأعداد الحقيقية a وb:
{\displaystyle \alpha _{p}\left(aX_{p}+bY_{p}\right)=a\alpha _{p}\left(X_{p}\right)+b\alpha _{p}\left(Y_{p}\right)\,}
مع اختلاف p يُفترض أن تكون α دالة ناعمة بمعنى أن:
{\displaystyle p\mapsto \alpha _{p}\left(X_{p}\right)}
هي دالة ناعمة لـ p لأي حقل متجهات ناعم X.
أي حقل متجهات مشترك α له مُرَكِّبات في قاعدة حقول المتجهات f، حيث يُحددوا من خلال التالي:
{\displaystyle \alpha _{i}=\alpha \left(X_{i}\right)\,,\quad i=1,2,\dots ,n\,.}
يُشار إلى متجه الصف لهذه المُرَكِّبات من خلال:
{\displaystyle \alpha [\mathbf {f} ]={\big \lbrack }{\begin{array}{cccc}\alpha _{1}&\alpha _{2}&\dots &\alpha _{n}\end{array}}{\big \rbrack }\,.}
وبتغيير fبواسطة مصفوفة A؛ فإن α[f]تتغير حسب القاعدة الآتية:
{\displaystyle \alpha [\mathbf {f} A]=\alpha [\mathbf {f} ]A\,}
وهذا يعني أن متجه الصف للمُرَكِّبات α[f]يتحول إلى متجه متغير.
بالنسبة للزوج α وβ في حقول المتجهات المشتركة، وتعريف المتري المعكوس المُطبق على هذين المتجهين من خلال:

| {\displaystyle {\tilde {g}}(\alpha ,\beta )=\alpha [\mathbf {f} ]G[\mathbf {f} ]^{-1}\beta [\mathbf {f} ]^{\mathsf {T}}} | \| \| \| \| \| \| \| \| | (6) |
| |                         |     |
| |                         |     |
التعريف الناتج على الرغم من أنه يشمل اختيار القاعدة fإلا أنه لا يعتمد فعليًا على fبطريقةٍ أساسية، ففي الواقع تغيير القاعدة إلى fAيعطي:
{\displaystyle {\begin{aligned}&\alpha [\mathbf {f} A]G[\mathbf {f} A]^{-1}\beta [\mathbf {f} A]^{\mathsf {T}}\\={}&\left(\alpha [\mathbf {f} ]A\right)\left(A^{-1}G[\mathbf {f} ]^{-1}\left(A^{-1}\right)^{\mathsf {T}}\right)\left(A^{\mathsf {T}}\beta [\mathbf {f} ]^{\mathsf {T}}\right)\\={}&\alpha [\mathbf {f} ]G[\mathbf {f} ]^{-1}\beta [\mathbf {f} ]^{\mathsf {T}}.\end{aligned}}}
حيث يكون الجانب الأيمن من المعادلة (6) لا يتأثر بتغيير القاعدة fإلى أي قاعدة أخرى fAعلى الإطلاق، وبالتالي يمكن تخصيص المعادلة لمعنى بغض النظر عن اختيار القاعدة، يُشار إلى مدخلات المصفوفة G[f]بواسطة gij، حيث تم رفع المؤشرين i و j للإشارة إلى قانون التحول (5).

### رفع وخفض المؤشرات
في قاعدة حقول المتجهات f = (X 1... X n) يمكن كتابة أي حقل متجهات ناعم مماسي X من خلال النموذج التالي:

| {\displaystyle X=v^{1}[\mathbf {f} ]X_{1}+v^{2}[\mathbf {f} ]X_{2}+\dots +v^{n}[\mathbf {f} ]X_{n}=\mathbf {f} {\begin{bmatrix}v^{1}[\mathbf {f} ]\\v^{2}[\mathbf {f} ]\\\vdots \\v^{n}[\mathbf {f} ]\end{bmatrix}}=\mathbf {f} v[\mathbf {f} ]} | \| \| \| \| \| \| \| \| | (7) |
| |                         |     |
| |                         |     |
لبعض الاقترانات الناعمة المحددة بشكل فريد v1, ..., vnعند تغيير القاعدة fبواسطة مصفوفة غير أحادية A، تتغيير المعامِلات viبالطريقة المذكورة في المعادلة (7) حيث تبقى صحيحة، وهذا يعني أن:
{\displaystyle X=\mathbf {fA} v[\mathbf {fA} ]=\mathbf {f} v[\mathbf {f} ]\,.}
وبالتالي v[fA] = A−1v[f]، بمعنى آخر تتحول مُرَكِّبات المتجه بشكل متناقض (عكسي) بسبب التغيير في القاعدة بواسطة المصفوفة غير الأحادية A، ويُحدد تناقض مُرَكِّبات v[f]بصورةٍ تشكيلية بوضع المؤشرات vi[f]في الموضع العلوي.
يُسمح للإطار أيضًا بالتعبير عنه باستخدام المتجهات المشتركة بدلالة مُرَكِّباتها، ولقاعدة حقول المتجهات f = (X1, ..., Xn)عُرِفت القاعدة المزدوجة لتكون خطية الوظائف (θ1[f], ..., θn[f])أي أن:
{\displaystyle \theta ^{i}[\mathbf {f} ](X_{j})={\begin{cases}1&\mathrm {if} \ i=j\\0&\mathrm {if} \ i\not =j.\end{cases}}}
حيث، θi[f](Xj) = δji: دلتا كرونكر. فلنفترض التالي:
{\displaystyle \theta [\mathbf {f} ]={\begin{bmatrix}\theta ^{1}[\mathbf {f} ]\\\theta ^{2}[\mathbf {f} ]\\\vdots \\\theta ^{n}[\mathbf {f} ]\end{bmatrix}}}
بتغيير القاعدة f ↦ fAلمصفوفة غير أحادية A،θ[f]يتحول عن طريق:
{\displaystyle \theta [\mathbf {f} A]=A^{-1}\theta [\mathbf {f} ]}
يمكن توسيع أي اقتران خطي α في المتجهات المماسية بدلالة القاعدة المزدوجة θ:

| {\displaystyle {\begin{aligned}\alpha &=a_{1}[\mathbf {f} ]\theta ^{1}[\mathbf {f} ]+a_{2}[\mathbf {f} ]\theta ^{2}[\mathbf {f} ]+\cdots +a_{n}[\mathbf {f} ]\theta ^{n}[\mathbf {f} ]\\[8pt]&={\big \lbrack }{\begin{array}{cccc}a_{1}[\mathbf {f} ]&a_{2}[\mathbf {f} ]&\dots &a_{n}[\mathbf {f} ]\end{array}}{\big \rbrack }\theta [\mathbf {f} ]\\[8pt]&=a[\mathbf {f} ]\theta [\mathbf {f} ]\end{aligned}}} | \| \| \| \| \| \| \| \| | (8) |
| |                         |     |
| |                         |     |
حيث تشير a[f]إلى متجه الصف [ a1[f] ... an[f] ]، والمُرَكِّبات aiتتحول عندما يتم استبدال القاعدة fبـfAبطريقةٍ تبقى فيها المعادلة (8) صحيحة، هذا يعني:
{\displaystyle \alpha =a[\mathbf {f} A]\theta [\mathbf {f} A]=a[\mathbf {f} ]\theta [\mathbf {f} ]}
ولأن θ[fA] = A−1θ[f]يتبع ذلك = a[f]A}، أي أن المُرَكِّبات a تتحول بشكل متغاير بواسطة المصفوفة A بدلاً من معكوسها، يُحدد تَغيُر المُركِبات لa[f]بشكلٍ تشكيلي بوضع المؤشرات لai[f]في الموضع السفلي.
الآن وبما أن الموتر المتري يعطي وسيلة لتحديد المتجهات والمتجهات المشتركة على النحو التالي بتثبيت Xp:
{\displaystyle g_{p}(X_{p},-):Y_{p}\mapsto g_{p}(X_{p},Y_{p})}
لمتجه المماس Ypيحدد اقتران خطي على مساحة المماس عند p، وتأخذ هذه العملية المتجه Xpعند النقطة p مُنتجةً متجه مشتركgp(Xp, −)في قاعدة حقول المتجهات fإذا كان حقل المتجهات X يمتلك مُرَكِّباتv[f]؛ فإن مُرَكِّبات حقل المتجهات المشترك g(X, −)في القاعدة المزدوجة يُعطى من خلال مدخلات متجه الصف:
{\displaystyle a[\mathbf {f} ]=v[\mathbf {f} ]^{\mathsf {T}}G[\mathbf {f} ].}
بتغيير القاعدة f ↦ fAيتحول الجانب الأيمن من هذه المعادلة عن طريق:
{\displaystyle v[\mathbf {f} A]^{\mathsf {T}}G[\mathbf {f} A]=v[\mathbf {f} ]^{\mathsf {T}}\left(A^{-1}\right)^{\mathsf {T}}A^{\mathsf {T}}G[\mathbf {f} ]A=v[\mathbf {f} ]^{\mathsf {T}}G[\mathbf {f} ]A}
لذلك يتحول a[fA] = a[f]A: a بشكل متغاير. عملية ارتباط المُرَكِّبات المتناقضة لحقل المتجهات field v[f] = [ v1[f] v2[f] ... vn[f] ]T بالمُرَكِّبات المتغيرة لحقل المتجهات المشترك a[f] = [ a1[f] a2[f] … an[f] ]، حيث أن:
{\displaystyle a_{i}[\mathbf {f} ]=\sum _{k=1}^{n}v^{k}[\mathbf {f} ]g_{ki}[\mathbf {f} ]}
يسمى خافض المُؤشِّر.
لرفع المؤشر تُطبق نفس الطريقة ولكن باستخدام المتري المعكوس بدلاً من المتري، فإذا كانت a[f] = [ a1[f] a2[f] ... an[f] ]هي مُرَكِّبات لمتجه مشترك في القاعدة المزدوجة θ[f]؛ فإن متجه العمود:

| {\displaystyle v[\mathbf {f} ]=G^{-1}[\mathbf {f} ]a[\mathbf {f} ]^{\mathsf {T}}} | \| \| \| \| \| \| \| \| | (9) |
|                                                                                   |                         |     |
|                                                                                   |                         |     |
يملك مُرَكِّبات تتحول بشكل متناقض:
{\displaystyle v[\mathbf {f} A]=A^{-1}v[\mathbf {f} ].}
بالتالي فإن الكمية X = fv[f]لا تعتمد على اختيار القاعدة fبشكل أساسي لذلك يُحدد حقل المتجهات في M. العملية (9) ترتبط بالمُرَكِّبات المتغيرة للمتجه المشترك a[f]والمُرَكِّبات المتناقضة للمتجه v[f]المُعطى يسمى رافع المؤشر. وفي المُرَكِّبات،(9) هي:
{\displaystyle v^{i}[\mathbf {f} ]=\sum _{k=1}^{n}g^{ik}[\mathbf {f} ]a_{k}[\mathbf {f} ].}

### متري مستحث
لنجعل U مجموعة مفتوحة فيℝn، وليكن φ دالة مستمرة قابلة للتفاضل من U إلى الفضاء الإقليدي ℝ حيث m > n، تعيين φ يسمى الغمر إذا كان تفاضله عن طريق الحقن في كل نقطة في U، وصورة φ تسمى المتشعب الفرعي المغمور، بشكلٍ أكثرَ تحديدًا بالنسبة إلى m = 3مما يعني أن الفضاء الإقليدي المحيط هو ℝ3، ويسمى الموتر المتري المستحث بالشكل الأساسي الأول.
افترض أن φ غُمر في متشعب فرعي M ⊂ Rm، والناتج النقطي الإقليدي المعتاد ℝmهو متري، فعندما يُقتصر على متجهات مماسية في M يعطي وسيلة لأخذ حاصل الضرب النقطي لهذه المتجهات المماسية، وهذا ما يسمى بالمتري المستحث.
افترض أن v متجه مماسي عند نقطة في U، ولنعتبر أن:
{\displaystyle v=v^{1}\mathbf {e} _{1}+\dots +v^{n}\mathbf {e} _{n}}
حيث eiهي متجهات الإحداثيات المعيارية في ℝn، وعندما يتم تطبيق φ على U ينتقل المتجه v إلى المتجه المماسي في M المُعطى من خلال:
{\displaystyle \varphi _{*}(v)=\sum _{i=1}^{n}\sum _{a=1}^{m}v^{i}{\frac {\partial \varphi ^{a}}{\partial x^{i}}}\mathbf {e} _{a}\,}
وهذا ما يسمى الدفع الأمامي لـ v على طول φ، وبإعطاء متجهين من هذا القبيل: v و w، يُعرف المتري المستحث عن طريق:
{\displaystyle g(v,w)=\varphi _{*}(v)\cdot \varphi _{*}(w)}
يُتبع من عملية حسابية مباشرة أن مصفوفة المتري المستحث في قاعدة حقول المتجهات الإحداثيةeتُعطى بواسطة:
{\displaystyle G(\mathbf {e} )=(D\varphi )^{\mathsf {T}}(D\varphi )}
حيث Dφ هي المصفوفة اليعقوبية:
{\displaystyle D\varphi ={\begin{bmatrix}{\frac {\partial \varphi ^{1}}{\partial x^{1}}}&{\frac {\partial \varphi ^{1}}{\partial x^{2}}}&\dots &{\frac {\partial \varphi ^{1}}{\partial x^{n}}}\\[1ex]{\frac {\partial \varphi ^{2}}{\partial x^{1}}}&{\frac {\partial \varphi ^{2}}{\partial x^{2}}}&\dots &{\frac {\partial \varphi ^{2}}{\partial x^{n}}}\\\vdots &\vdots &\ddots &\vdots \\{\frac {\partial \varphi ^{m}}{\partial x^{1}}}&{\frac {\partial \varphi ^{m}}{\partial x^{2}}}&\dots &{\frac {\partial \varphi ^{m}}{\partial x^{n}}}\end{bmatrix}}}

## التعريفات الجوهرية للمتري
يمكن تعريف مفهوم المتري بشكل جوهري باستخدام لغة حزم الألياف وحزم المتجهات، في هذه المصطلحات الموتر المتري هو اقتران:

| {\displaystyle g:\mathrm {T} M\times _{M}\mathrm {T} M\to \mathbf {R} } | \| \| \| \| \| \| \| \| | (10) |
|                                                                         |                         |      |
|                                                                         |                         |      |
من ضرب الألياف للحزمة المماسية في M مع نفسها في Rبحيث يكون تقييد g لكل ليف هو ربط ثنائي خطي غير منحل:
{\displaystyle g_{p}:\mathrm {T} _{p}M\times \mathrm {T} _{p}M\to \mathbf {R} }
الارتباط في (10) يجب أن يكون مستمرًا، وغالبًا ما يكون قابلاً للتفاضل بشكل مستمر أوناعمًا أوتحليليًا حقيقيًا، اعتمادًا على الحالة المدروسة وما إذا كان M يمكن أن تدعم مثل هذا التركيب.

### متري كجزء من حزمة
بواسطة الخاصية العامة لضرب الموتر، أي تعيين ثنائي خطي (10) يعطي رفع بشكل طبيعي إلى قسم g⊗لثنائي حزمة ضرب الموتر لـ TMمع نفسها:
{\displaystyle g_{\otimes }\in \Gamma \left((\mathrm {T} M\otimes \mathrm {T} M)^{*}\right)}
يتم تعريف القسم g⊗على عناصر بسيطة من TM ⊗ TMمن خلال:
{\displaystyle g_{\otimes }(v\otimes w)=g(v,w)}
ويتم تعريفه على العناصر التعسفية لـ TM ⊗ TMمن خلال التوسع خطيًا لمجموعات خطية من العناصر البسيطة، الشكل الثنائي الخطي الأصلي لg متماثل إذاوفقط إذا:
{\displaystyle g_{\otimes }\circ \tau =g_{\otimes }}
حيث أن:
{\displaystyle \tau :\mathrm {T} M\otimes \mathrm {T} M{\stackrel {\cong }{\to }}TM\otimes TM}
هي خريطة الشريط.
نظرًا لأن M ذات أبعاد محدودة، فهناك تماثل طبيعي:
{\displaystyle (\mathrm {T} M\otimes \mathrm {T} M)^{*}\cong \mathrm {T} ^{*}M\otimes \mathrm {T} ^{*}M,}
بحيث يُنظر إلى g⊗أيضًا كقسم من الحزمة T*M ⊗ T*Mلحزمة ظل التمام T*Mمع نفسها، ونظرًا لأن g متماثل كتركيب الثنائي الخطي، فهو يتبع أن g⊗موتر متماثل .

### متري في حزمة متجه
بشكلٍ عام يمكن أن التحدث عن متري في حزمة متجه، فإذا كانت E عبارة عن حزمة متجه على متشعب M؛ فإن المتري هو تعيين:
{\displaystyle g:E\times _{M}E\to \mathbf {R} }
من ضرب الألياف من E إلى Rوهو ثنائي خطي في كل ليف:
{\displaystyle g_{p}:E_{p}\times E_{p}\to \mathbf {R} .}
باستخدام الازدواجية على النحو الوارد أعلاه غالبًا ما يتم تعريف المتري بجزء من حزمة ضرب الموتر E* ⊗ E*.

### تماثل مماس ظل التمام
يعطي الموتر المتري تماثلًا طبيعيًا من حزمة المماس إلى حزمة ظل التمام والتي تسمى أحيانًا التماثل الموسيقي، هذا التشابه حُصل عليه عن طريق الضبط، لكل متجه مماس Xp ∈ TpM:
{\displaystyle S_{g}X_{p}\,{\stackrel {\text{def}}{=}}\,g(X_{p},-),}
الدالة الخطية في TpMالتي ترسل متجهًا مماسيًا Ypعند p ل gp(Xp,Yp)، هذا هو من حيث الاقتران [- ، -] بين TpMومساحتها المزدوجة T∗
pM:
{\displaystyle [S_{g}X_{p},Y_{p}]=g_{p}(X_{p},Y_{p})}
لجميع المتجهات المماسية Xpو Ypو التعيين Sgهو تحول خطي من TpMإلى T∗
pM، ويترتب على تعريف عدم الانحلال أن الكيرنل ل Sgيُخفض إلى الصفر، وبالتالي من خلال نظرية الرتبة-الصفرية؛ فإن Sgهو تماثل خطي، علاوةً على ذلك Sgعبارة عن تحول خطي متماثل بمعنى أن:
{\displaystyle [S_{g}X_{p},Y_{p}]=[S_{g}Y_{p},X_{p}]}
لجميع متجهات المماس Xpو Yp.
على العكس من ذلك فإن أي تماثل خطي S : TpM → T∗
pMمُعرّفًا شكلًا ثنائيًا خطيًا غير منحل على TpMعن طريق:
{\displaystyle g_{S}(X_{p},Y_{p})=[SX_{p},Y_{p}]\,.}
هذا الشكل الخطي متماثل إذا وفقط إذا كانت S متماثلة، وبالتالي هناك تطابق طبيعي واحد لواحد بين الأشكال ثنائية الخطية المتماثلة فيTpMوالتماثل الخطي المتماثل في TpMللمزدوج T∗
pM.
نظرًا لأن p يتغير في M، ويعرف Sgقِسمًا من حزمة Hom(TM, T*M)من تماثل حزمة متجه حزمة المماس إلى حزمة ظل التمام، هذا القسم له نفس نعومة g: إنه مستمر، أو قابل للتفاضل، أو ناعم، أو تحليلي حقيقي وفقًا لـ g، تمثيل Sgالذي يرتبط بكل حقل المتجهات الموجود على M يعطي حقل المتجهات المشترك على M صيغة مجردة لـ «خافض المؤشر» في حقل متجه، ومعكوس Sgهو تعيين T*M → TMوالذي بالقيياس يعطي صيغة مجردة لـ «رافع المؤشر» في حقل المتجهات المشترك.
المعكوس S−1
gيعرّف التعيين الخطي على أنه:
{\displaystyle S_{g}^{-1}:\mathrm {T} ^{*}M\to \mathrm {T} M}
وهو غير أحادي ومتماثل بمعنى أن:
{\displaystyle \left[S_{g}^{-1}\alpha ,\beta \right]=\left[S_{g}^{-1}\beta ,\alpha \right]}
لجميع المتجهات المشتركة: α وβ، يؤدي مثل هذا التعيين المتماثل غير أحادي إلى ظهور الخريطة من خلال دالة الموتر-هوم (Hom):
{\displaystyle \mathrm {T} ^{*}M\otimes \mathrm {T} ^{*}M\to \mathbf {R} }
أو عن طريق تماثل مزدوج ثنائي لجزء الضرب الموتر:
{\displaystyle \mathrm {T} M\otimes \mathrm {T} M.}

## طول القوس وعنصر الخط
افترض أن g ريماني متري في M، وفي نظام إحداثيات محلي xiأن: I  = 1, 2, …, n، فيظهر موتر متري كمصفوفة يُشار إليها هنا بواسطة Gالتي تكون مدخلاتها هي المُرَكِّبات gijللموتر المتري بالنسبة لحقول المتجهات الإحداثية.
لنفترض أن γ(t)منحنى حدودي قابل للتفاضل متعدد المتغيرات في M لa ≤ t ≤ b، يُحدد طول القوس من خلال:
{\displaystyle L=\int _{a}^{b}{\sqrt {\sum _{i,j=1}^{n}g_{ij}(\gamma (t))\left({\frac {d}{dt}}x^{i}\circ \gamma (t)\right)\left({\frac {d}{dt}}x^{j}\circ \gamma (t)\right)}}\,dt\,}
فيما يتعلق بهذا التطبيق الهندسي هو الشكل التفاضلي التربيعي:
{\displaystyle ds^{2}=\sum _{i,j=1}^{n}g_{ij}(p)dx^{i}dx^{j}}
يسمى الشكل الأساسي الأول المرتبط بالمتري، وبينما ds هو عنصر الخط، فإنه عندما تُسحب ds2مرةً أخرى إلى صورة المنحنى في M فهي تمثل مربع التفاضل بالنسبة لطول القوس.
بالنسبة للريماني المتري الزائف لا يتم تعريف معادلة الطول أعلاه دائمًا؛ لأن الحد تحت الجذر التربيعي قد يصبح سالبًا، وبشكلٍ عام نحن فقط نحدد طول المنحنى عندما تكون الكمية الموجودة تحت الجذر التربيعي علامة واحدة أو أخرى دائمًا، ففي هذه الحالة يُحدد بواسطة:
{\displaystyle L=\int _{a}^{b}{\sqrt {\left|\sum _{i,j=1}^{n}g_{ij}(\gamma (t))\left({\frac {d}{dt}}x^{i}\circ \gamma (t)\right)\left({\frac {d}{dt}}x^{j}\circ \gamma (t)\right)\right|}}\,dt\,}
لاحظ أنه بينما تستخدم هذه الصيغ التعبيرات الإحداثية إلا أنها في الواقع مستقلة عن الإحداثيات المُختارة؛ حيث تعتمد هذه الصيغ فقط على المتري والمنحنى على طول الصيغ المُكاملة.

### الطاقة والمبادئ المتغيرة والجيوديسية
بالنظر إلى جزء من منحنى ما هناك كمية أخرى محددة بشكل متكرر وهي الطاقة الحركية للمنحنى:
{\displaystyle E={\frac {1}{2}}\int _{a}^{b}\sum _{i,j=1}^{n}g_{ij}(\gamma (t))\left({\frac {d}{dt}}x^{i}\circ \gamma (t)\right)\left({\frac {d}{dt}}x^{j}\circ \gamma (t)\right)\,dt\,}
يأتي هذا الاستخدام من الفيزياء تحديداً الميكانيكا الكلاسيكية، حيث يمكن ملاحظة أن التكامل E على أنه يتوافق مباشرةً مع الطاقة الحركية لجسم نقطي يتحرك على سطح متشعب؛ لذلك على سبيل المثال في صيغة ياكوبي لمبدأ موبرتويس يمكن ملاحظة الموتر المتري على أنه يتوافق مع كتلة الموتر للجسم المتحرك.
في كثير من الحالات، كلما دعت عملية حسابية إلى استخدام الطول يمكن إجراء حساب مماثل باستخدام الطاقة أيضًا، وهذا غالبًا ما يؤدي إلى أبسط الصيغ عن طريق تجنب الحاجة إلى استخدام الجذر التربيعي، وبالتالي على سبيل المثال يمكن الحصول على المعادلات الجيوديسية من خلال تطبيق مبادئ التغيير إما على الطول أو الطاقة، في الحالة الأخيرة يُنظر إلى المعادلات الجيوديسية على أنها تنشأ من مبدأ الفعل الأدنى، فهي تصف حركة «الجسم الحر» (يشعر الجسم بعدم وجود قوى تؤثر عليه) المقيد بالتحرك في المتشعب ولكنه يتحرك بحرية مع زخم ثابت داخل المتشعب.

## قياس كنسي وشكل الحجم
بالتشابه مع حالة الأسطح فإن الموتر المتري على متشعب باراكومباكت M ذو أبعاد عدد n يعطي ظهور لطريقة طبيعية لقياس حجم الأبعاد n لمجموعات فرعية من المتشعب، ويسمح مقياس بورل الطبيعي الناتج لتطوير نظرية الاقترانات المُكامَلة في المشعب عن طريق الوسائل المرتبطة بتكامل لوبيغ.
يمكن تعريف المتري من خلال نظرية ريسز التمثيلية، ومن خلال إعطاء دالة خطية موجبة Λ في الفضاء C0(M)لاقتران مستمر مدعوم مختصر في M، بتعبيرٍ أدق إذا كان M مشعب مع موتر متري ريماني زائف g فهناك مقياس بوريل موجب فريد μgمثل أي مخطط إحداثي (U, φ)فإن:
{\displaystyle \Lambda f=\int _{U}f\,d\mu _{g}=\int _{\varphi (U)}f\circ \varphi ^{-1}(x){\sqrt {|\det g|}}\,dx}
لجميع f المدعومة في U، وهناdet gهو محدد المصفوفة المكونة من مُرَكِّبات الموتر المتري في المخطط الإحداثي، وΛ محدد جيد للاقترانات المدعومة في منطقة الإحداثيات مُسوغ من خلال التغيير الياكوبي للمتغيرات، ويمتد إلى دالة خطية موجبة فريدة في C0(M)بواسطة وسائل تقسيم الوحدة.
إذا كان M موجه أيضًا فمن الممكن تحديد شكل الحجم الطبيعي من الموتر المتري، ففي نظام إحداثيات موجه موجب (x1, ..., xn)فإن نموذج الحجم يُمثل مثل التالي:
{\displaystyle \omega ={\sqrt {|\det g|}}\,dx^{1}\wedge \cdots \wedge dx^{n}}
حيث dxiهي الإحداثية التفاضلية، وتشير ∧إلى الضرب الخارجي في جبر الأشكال التفاضلية، ويعطي شكل الحجم أيضًا طريقة لتكامل الاقترانات الموجودة في المشعب، وهذا التكامل الهندسي يتوافق مع التكامل الذي حُصل عليه بواسطة مقياس بوريل الكنسي.

## أمثلة

### متري إقليدي
المثال الأكثر شيوعًا في الهندسة الإقليدية الأولية هو الموتر الإقليدي ثنائي الأبعاد، ففي الإحداثيات المعتادة (x, y)يمكننا كتابة:
{\displaystyle g={\begin{bmatrix}1&0\\0&1\end{bmatrix}}\,}
طول المنحنى يُختصر للصيغة التالية:
{\displaystyle L=\int _{a}^{b}{\sqrt {(dx)^{2}+(dy)^{2}}}\,}
يمكن كتابة المتري الإقليدي في بعض أنظمة الإحداثيات الشائعة الأخرى على النحو التالي:
في الإحداثيات القطبية (r, θ):
{\displaystyle {\begin{aligned}x&=r\cos \theta \\y&=r\sin \theta \\J&={\begin{bmatrix}\cos \theta &-r\sin \theta \\\sin \theta &r\cos \theta \end{bmatrix}}\,\end{aligned}}}
لذلك:
{\displaystyle g=J^{\mathsf {T}}J={\begin{bmatrix}\cos ^{2}\theta +\sin ^{2}\theta &-r\sin \theta \cos \theta +r\sin \theta \cos \theta \\-r\cos \theta \sin \theta +r\cos \theta \sin \theta &r^{2}\sin ^{2}\theta +r^{2}\cos ^{2}\theta \end{bmatrix}}={\begin{bmatrix}1&0\\0&r^{2}\end{bmatrix}}}
عن طريق المطابقات المثلثية.
بشكل عام في نظام الإحداثيات الديكارتية xiفي الفضاء الإقليدي، والمشتقات الجزئية ∂ / ∂xiمتعامدة بالنسبة للإقليدي المتري؛ لذلك فإن الموتر المتري هو دلتا كرونكر δij في نظام الإحداثيات هذا. الموتر المتري بالنسبة للإحداثيات التقريبية ربما تكون منحنية qiتُعطى بواسطة:
{\displaystyle g_{ij}=\sum _{kl}\delta _{kl}{\frac {\partial x^{k}}{\partial q^{i}}}{\frac {\partial x^{l}}{\partial q^{j}}}=\sum _{k}{\frac {\partial x^{k}}{\partial q^{i}}}{\frac {\partial x^{k}}{\partial q^{j}}}}

### المتري الدائري في الكرة
كرة الوحدة في ℝ3تأتي مزودةً بمقياس طبيعي ناتج من المتري الإقليدي المحيط من خلال العملية الموضحة في قسم المتري المستحث، في الإحداثيات الكروية القياسية (θ, φ)مع θالخطية، والزاوية المقاسة من المحور z ، والزاويةφ المقاسة من المحور x في المستوى xy؛ فإن المتري يأخذ الشكل:
{\displaystyle g={\begin{bmatrix}1&0\\0&\sin ^{2}\theta \end{bmatrix}}\,}
عادةً تُكتب على هذا النموذج:
{\displaystyle ds^{2}=d\theta ^{2}+\sin ^{2}\theta \,d\varphi ^{2}\,}

### لورنتزيان المتري في النسبية
في فضاء مينكوفسكي المسطح في النسبية الخاصة ومع الإحداثيات:
{\displaystyle r^{\mu }\rightarrow \left(x^{0},x^{1},x^{2},x^{3}\right)=(ct,x,y,z)\,}
اعتمادًا على اختيار شكل متري فإن المتري هو:
{\displaystyle g={\begin{bmatrix}1&0&0&0\\0&-1&0&0\\0&0&-1&0\\0&0&0&-1\end{bmatrix}}\quad {\text{وأ}}\quad g={\begin{bmatrix}-1&0&0&0\\0&1&0&0\\0&0&1&0\\0&0&0&1\end{bmatrix}}\,}
بالنسبة لمنحنى مع إحداثيات زمنية ثابتة على سبيل المثال؛ فإن صيغة الطول لهذا المتري تُقلل إلى صيغة الطول المعتادة، حيث أنه لمثل منحنى الوقت صيغة الطول تُعطي الزمن المناسب على طول المنحنى.
في هذه الحالة تُكتب فترة الزمكان بالشكل التالي:
{\displaystyle ds^{2}=c^{2}dt^{2}-dx^{2}-dy^{2}-dz^{2}=dr^{\mu }dr_{\mu }=g_{\mu \nu }dr^{\mu }dr^{\nu }\,}
مصفوفة شوارزشيلد يصف الزمكان حول جسم كروي متماثل ككوكب أو ثقب أسود مع الإحداثيات التالية:
{\displaystyle \left(x^{0},x^{1},x^{2},x^{3}\right)=(ct,r,\theta ,\varphi )\,}
يمكننا كتابة المتري كـالآتي:
{\displaystyle g_{\mu \nu }={\begin{bmatrix}\left(1-{\frac {2GM}{rc^{2}}}\right)&0&0&0\\0&-\left(1-{\frac {2GM}{rc^{2}}}\right)^{-1}&0&0\\0&0&-r^{2}&0\\0&0&0&-r^{2}\sin ^{2}\theta \end{bmatrix}}\,}
حيث G داخل المصفوفة: هو ثابت الجاذبية ويمثل M إجمالي محتوى الطاقة والكتلة للجسم المركزي.